# Strokkur
Strokkur (que em islandês significa "fazer espumar";  PRONÚNCIA) é um gêiser localizado próximo do Rio Hvítá, no sudoeste da Islândia, a leste da cidade de Reykjavík, na área geotermal de Haukadalur. É um dos gêiseres mais famosos do país, que entra em erupção a cada quatro a oito minutos e libera água que atinge em média vinte metros de altura, mas pode chegar a mais de quarenta metros.

## Localização
Strokkur faz parte da área geotérmica de Haukadalur, onde se encontram diversos outros fenômenos geotérmicos, como piscinas de lama, fumarolas, depósitos de algas e outros gêiseres, como o de Geysir.

## História
A primeira referência a esse gêiser data de 1789, quando um terremoto desbloqueou a saída de água e permitiu o surgimento do gêiser. Então as erupções continuaram até o começo do século XX, quando outro terremoto bloqueou novamente a passagem de água pelo canal. Em 1963, por aviso do comitê de gêiseres, pessoas desbloquearam a passagem de água, e o geiser continua tendo erupções regulares desde então.

## Turismo
Strokkur e as áreas ao redor atraem muitos turistas para visitar as erupções de água, já que este é um dos poucos gêiseres naturais que ejetam água com frequência e regularidade.

## Sequência das erupções
A água a uma profundidade de 23 metros se encontra a uma temperatura de 120 °C, mas não se transforma em vapor por causa da pressão existente no local. Quando a água chega a uma profundidade de 16 metros, ela entra em ebulição, que provoca uma reação em cadeia: a diminuição da pressão faz com que mais água entra em erupção, fazendo com que a água que estava líquida próximo a superfície seja ejetada para cima com grande velocidade, criando uma erupção de água.

## Evolução da erupção

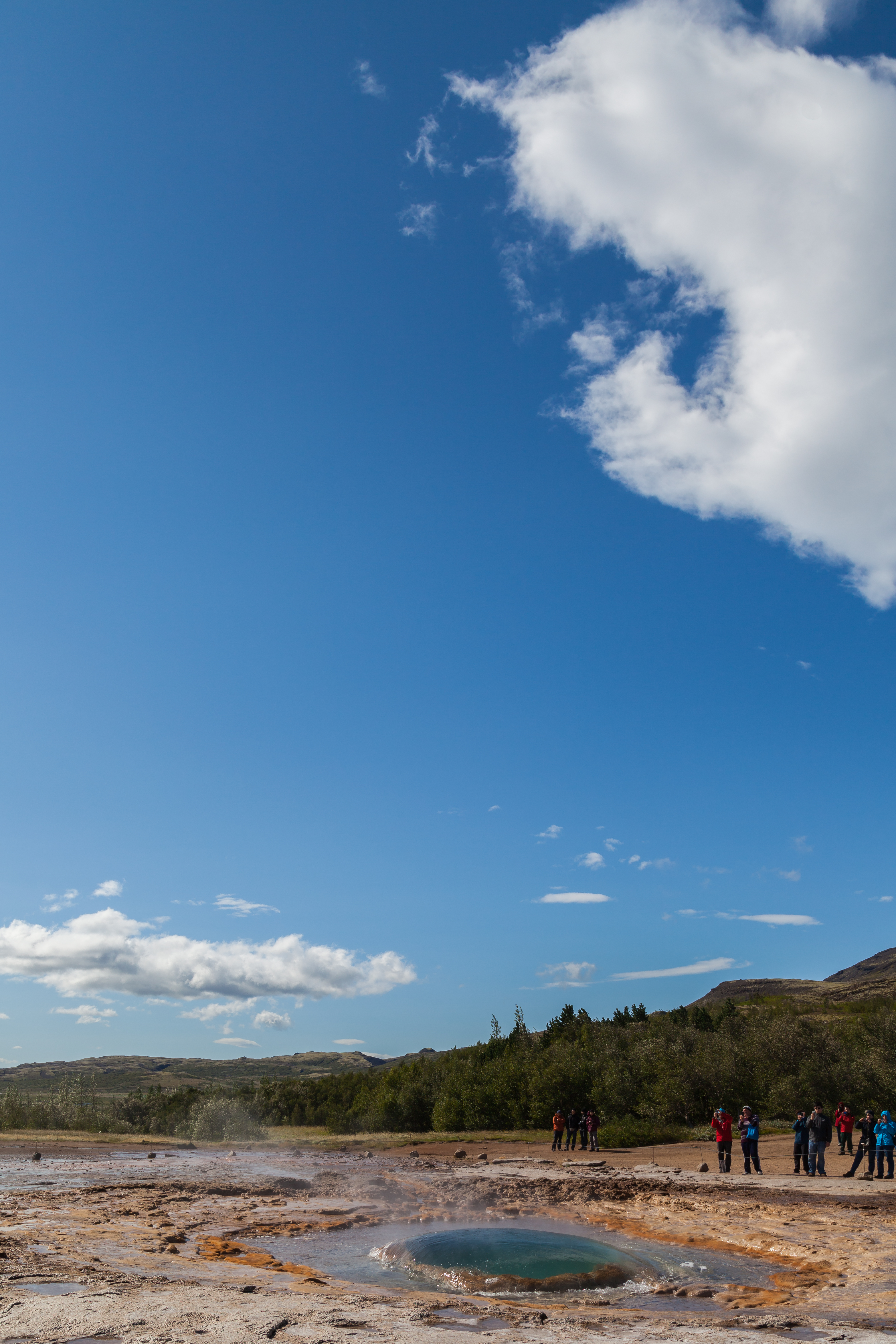
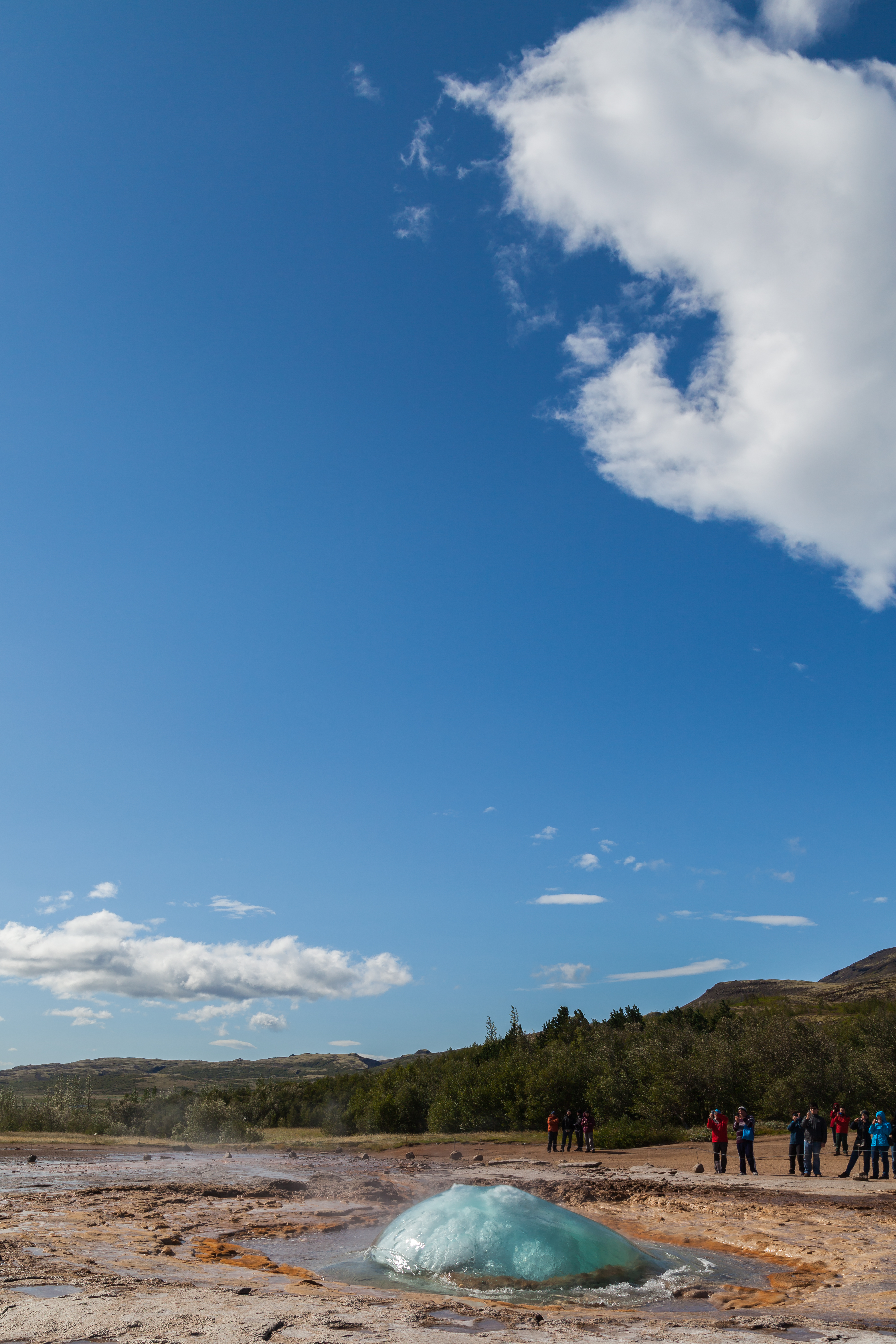
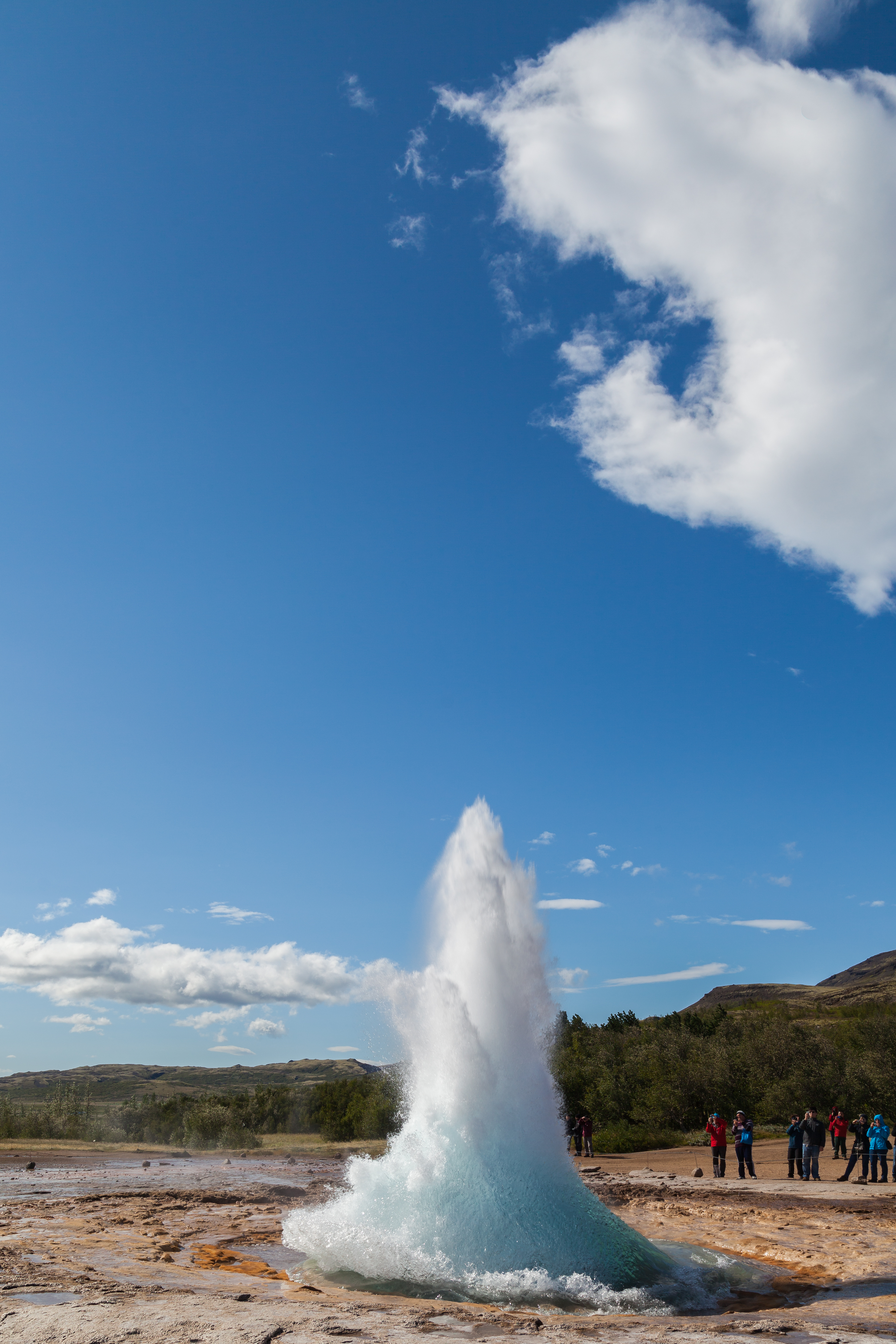
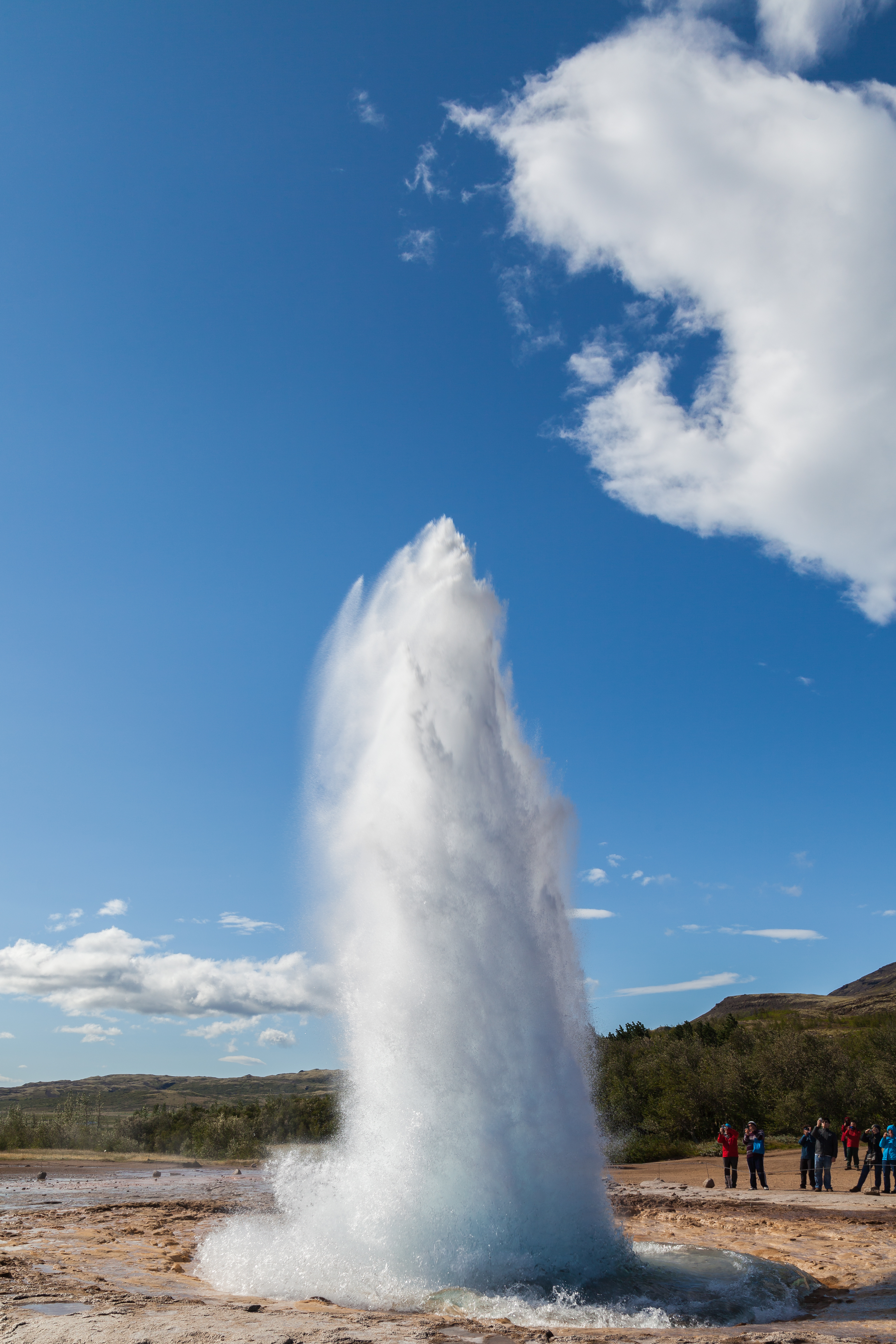
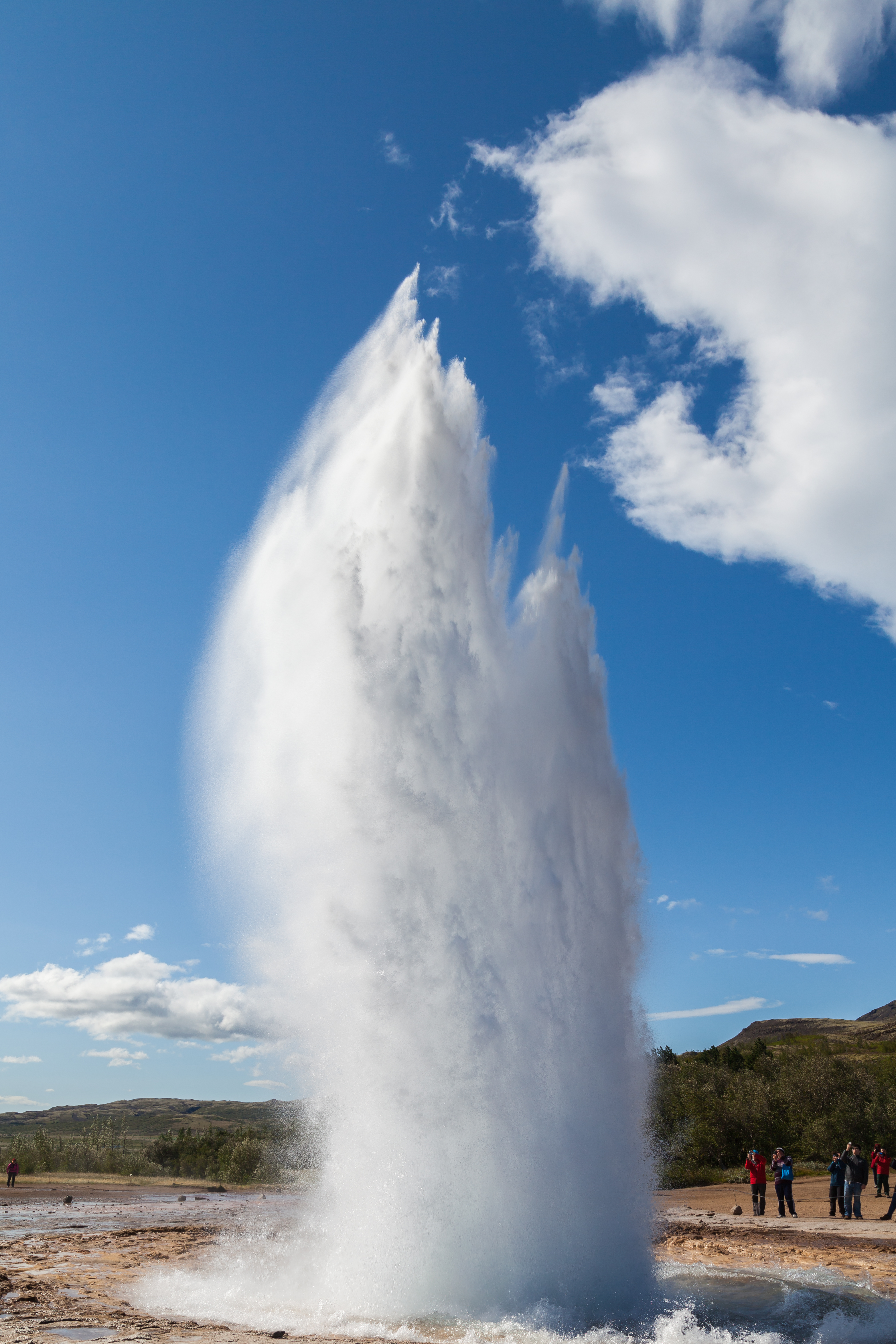
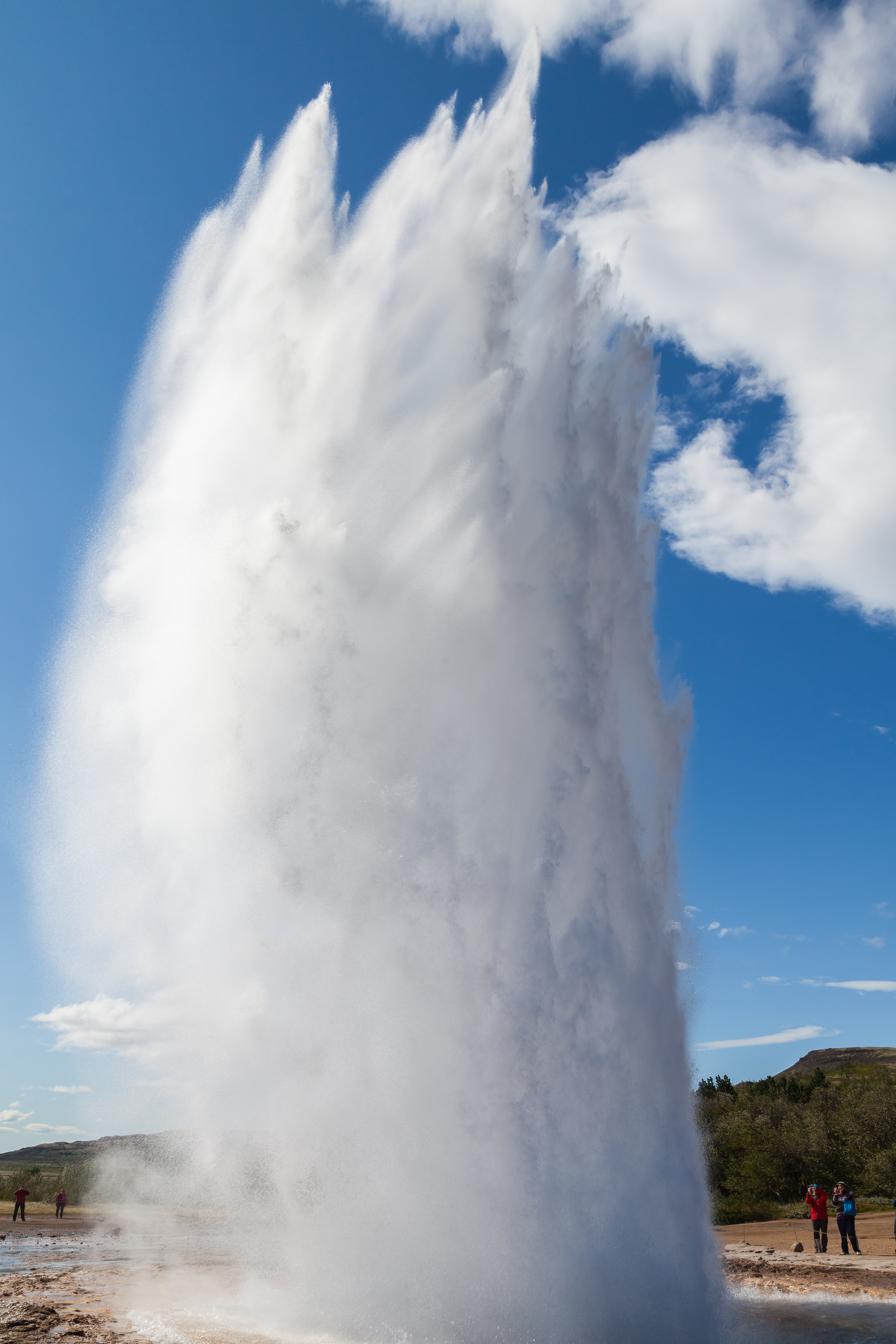
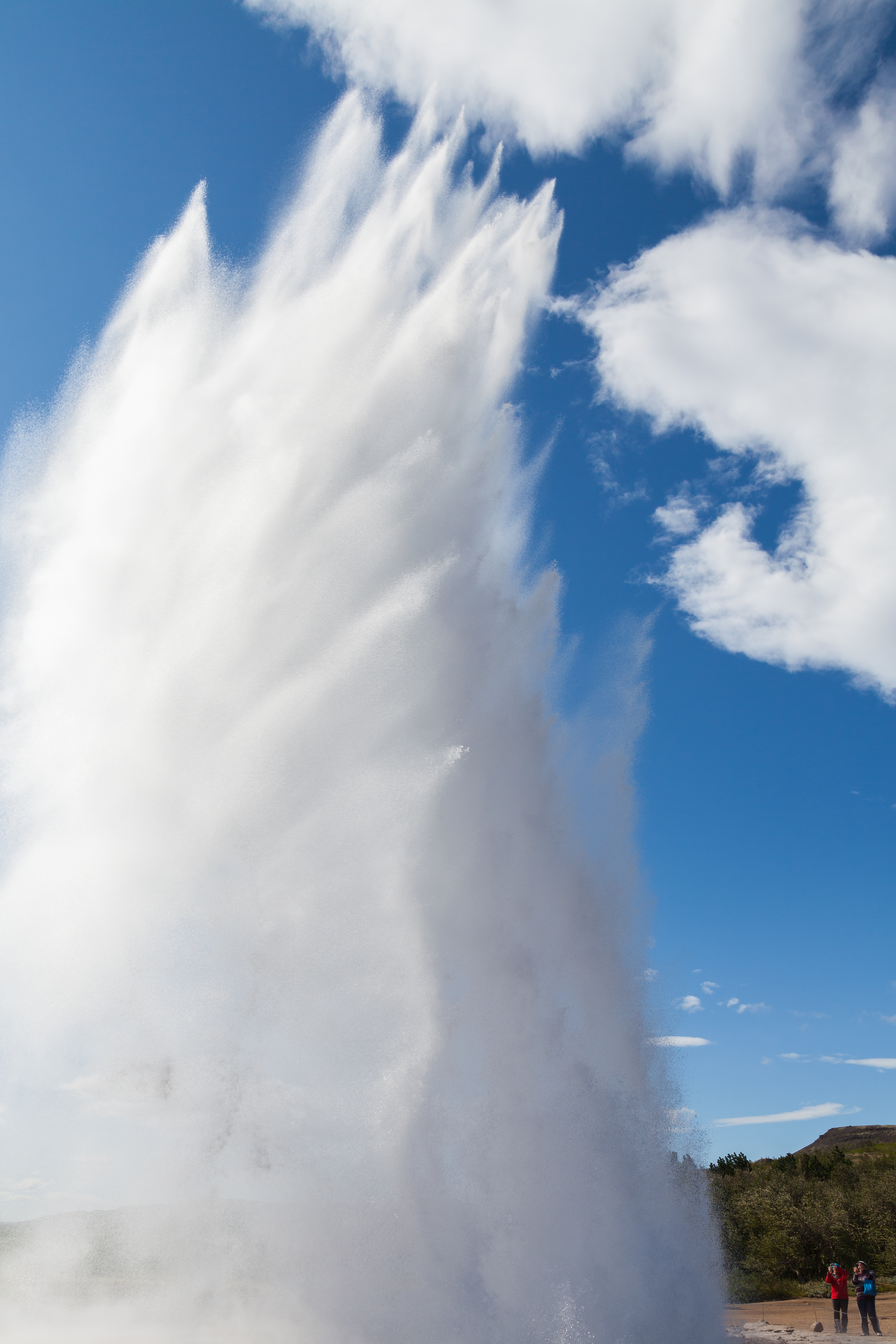
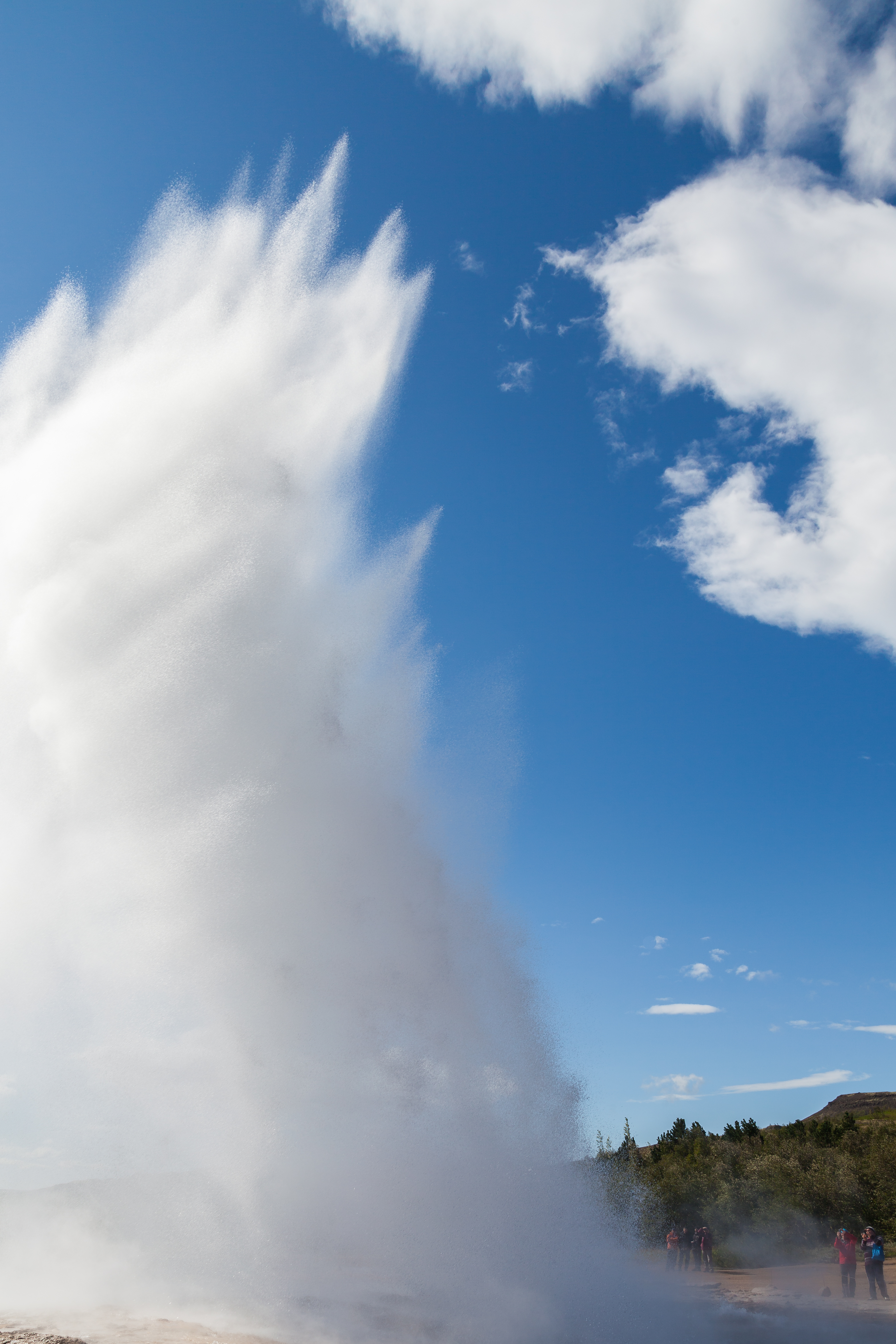